# Asheville Altitude 2001-2002
La stagione 2001-02 degli Asheville Altitude fu la 1ª nella NBA D-League per la franchigia.
Gli Asheville Altitude arrivarono quinti nella NBA D-League con un record di 26-30, non qualificandosi per i play-off.

## Roster
| N° | Naz.                   | Ruolo | Sportivo        | Anno | Alt. | Peso |
| -- | ---------------------- | ----- | --------------- | ---- | ---- | ---- |
| 2  | Stati Uniti (bandiera) | G     | Stais Boseman   | 1975 | 193  | 91   |
| 4  | Stati Uniti (bandiera) | GA    | Sergio McClain  | 1978 | 193  | 104  |
| 5  | Stati Uniti (bandiera) | G     | Anthony Blakes  | 1976 | 188  | 84   |
| 6  | Stati Uniti (bandiera) | G     | Jason Hart      | 1978 | 191  | 84   |
| 7  | Stati Uniti (bandiera) | G     | Rusty LaRue     | 1973 | 188  | 95   |
| 9  | Stati Uniti (bandiera) | C     | Jermaine Tate   | 1976 | 206  | 107  |
| 10 | Stati Uniti (bandiera) | G     | Tyson Patterson | 1978 | 175  | 73   |
| 12 | Stati Uniti (bandiera) | G     | Scoonie Penn    | 1977 | 180  | 82   |
| 15 | Stati Uniti (bandiera) | A     | George Reese    | 1977 | 201  | 106  |
| 20 | Stati Uniti (bandiera) | G     | Maurice Jeffers | 1979 | 193  | 91   |
| 23 | Stati Uniti (bandiera) | GA    | Chris Carrawell | 1977 | 198  | 100  |
| 31 | Stati Uniti (bandiera) | G     | Johnny Hemsley  | 1977 | 196  | 88   |
| 34 | Stati Uniti (bandiera) | G     | Jimmy King      | 1973 | 196  | 95   |
| 39 | Stati Uniti (bandiera) | C     | Paul Grant      | 1974 | 213  | 111  |
| 42 | Stati Uniti (bandiera) | C     | Sah-u-Ra Brown  | 1979 | 211  | 103  |
| 44 | Stati Uniti (bandiera) | C     | John Coker      | 1971 | 213  | 115  |
| 45 | Stati Uniti (bandiera) | A     | Lee Scruggs     | 1979 | 211  | 98   |
|    | Stati Uniti (bandiera) | A     | Edmund Saunders | 1978 | 206  | 104  |

## Staff tecnico
- Allenatore: Joey Meyer
- Vice-allenatore: Mike Sanders